# Leyr
Cet article possède un paronyme, voir Lire (paronymie).
Leyr (prononcé en français : [lɛʁ]) est une commune française située dans le département de Meurthe-et-Moselle, en région Grand Est.

## Géographie
| Villers-lès-Moivrons | Moivrons             | Arraye-et-Han |
| Montenoy             | Leyr                 | Armaucourt    |
|                      | Bouxières-aux-Chênes | Lanfroicourt  |

### Hydrographie
La commune est dans le bassin versant du Rhin au sein du bassin Rhin-Meuse. Elle est drainée par le ruisseau de Chanteraine et le ruisseau le Molney,.

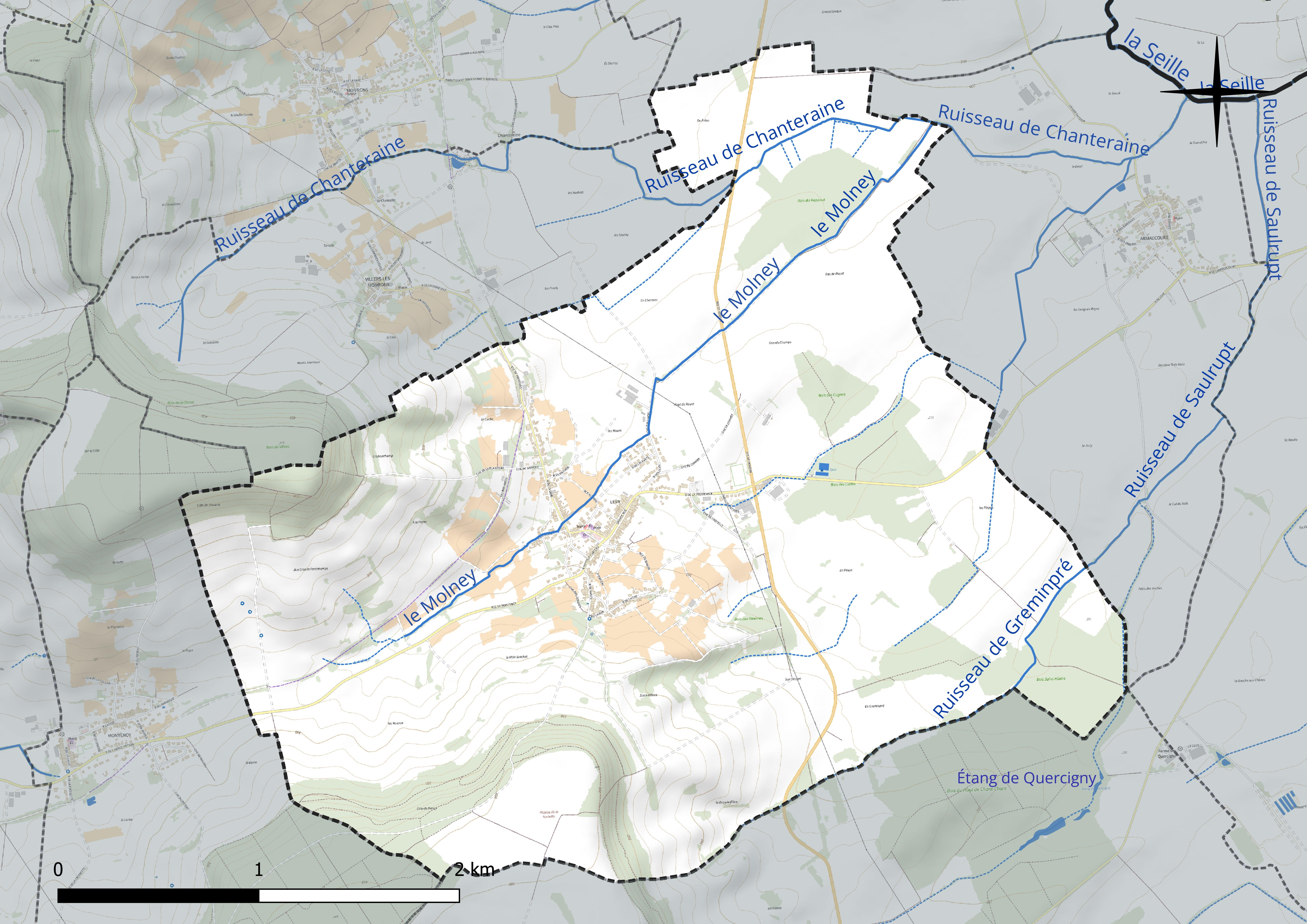
Réseau hydrographique de Leyr.

### Climat
Pour des articles plus généraux, voir Climat du Grand Est et Climat de Meurthe-et-Moselle.
En 2010, le climat de la commune est de type climat des marges montargnardes, selon une étude du Centre national de la recherche scientifique s'appuyant sur une série de données couvrant la période 1971-2000. En 2020, Météo-France publie une typologie des climats de la France métropolitaine dans laquelle la commune est exposée à un climat semi-continental et est dans la région climatique  Lorraine, plateau de Langres, Morvan, caractérisée par un hiver rude (1,5 °C), des vents modérés et des brouillards fréquents en automne et hiver. 
Pour la période 1971-2000, la température annuelle moyenne est de 9,8 °C, avec une amplitude thermique annuelle de 17,3 °C. Le cumul annuel moyen de précipitations est de 826 mm, avec 12 jours de précipitations en janvier et 9,3 jours en juillet. Pour la période 1991-2020, la température moyenne annuelle observée sur la station météorologique de Météo-France la plus proche, « Nancy-Essey », sur la commune de Tomblaine à 14 km à vol d'oiseau, est de 11,0 °C et le cumul annuel moyen de précipitations est de 746,3 mm. 
La température maximale relevée sur cette station est de 40,1 °C, atteinte le 24 juillet 2019 ; la température minimale est de −24,8 °C, atteinte le 21 février 1956,,. 
Les paramètres climatiques de la commune ont été estimés pour le milieu du siècle (2041-2070) selon différents scénarios d'émission de gaz à effet de serre à partir des nouvelles projections climatiques de référence DRIAS-2020. Ils sont consultables sur un site dédié publié par Météo-France en novembre 2022.

## Urbanisme

### Typologie
Au 1er janvier 2024, Leyr est catégorisée bourg rural, selon la nouvelle grille communale de densité à sept niveaux définie par l'Insee en 2022.
Elle est située hors unité urbaine. Par ailleurs la commune fait partie de l'aire d'attraction de Nancy, dont elle est une commune de la couronne,. Cette aire, qui regroupe 353 communes, est catégorisée dans les aires de 200 000 à moins de 700 000 habitants,.

### Occupation des sols
L'occupation des sols de la commune, telle qu'elle ressort de la base de données européenne d’occupation biophysique des sols Corine Land Cover (CLC), est marquée par l'importance des territoires agricoles (79,4 % en 2018), en diminution par rapport à 1990 (81,8 %). La répartition détaillée en 2018 est la suivante : terres arables (39 %), prairies (28,3 %), forêts (15,9 %), cultures permanentes (12,1 %), zones urbanisées (4,8 %). L'évolution de l’occupation des sols de la commune et de ses infrastructures peut être observée sur les différentes représentations cartographiques du territoire : la carte de Cassini (XVIIIe siècle), la carte d'état-major (1820-1866) et les cartes ou photos aériennes de l'IGN pour la période actuelle (1950 à aujourd'hui).

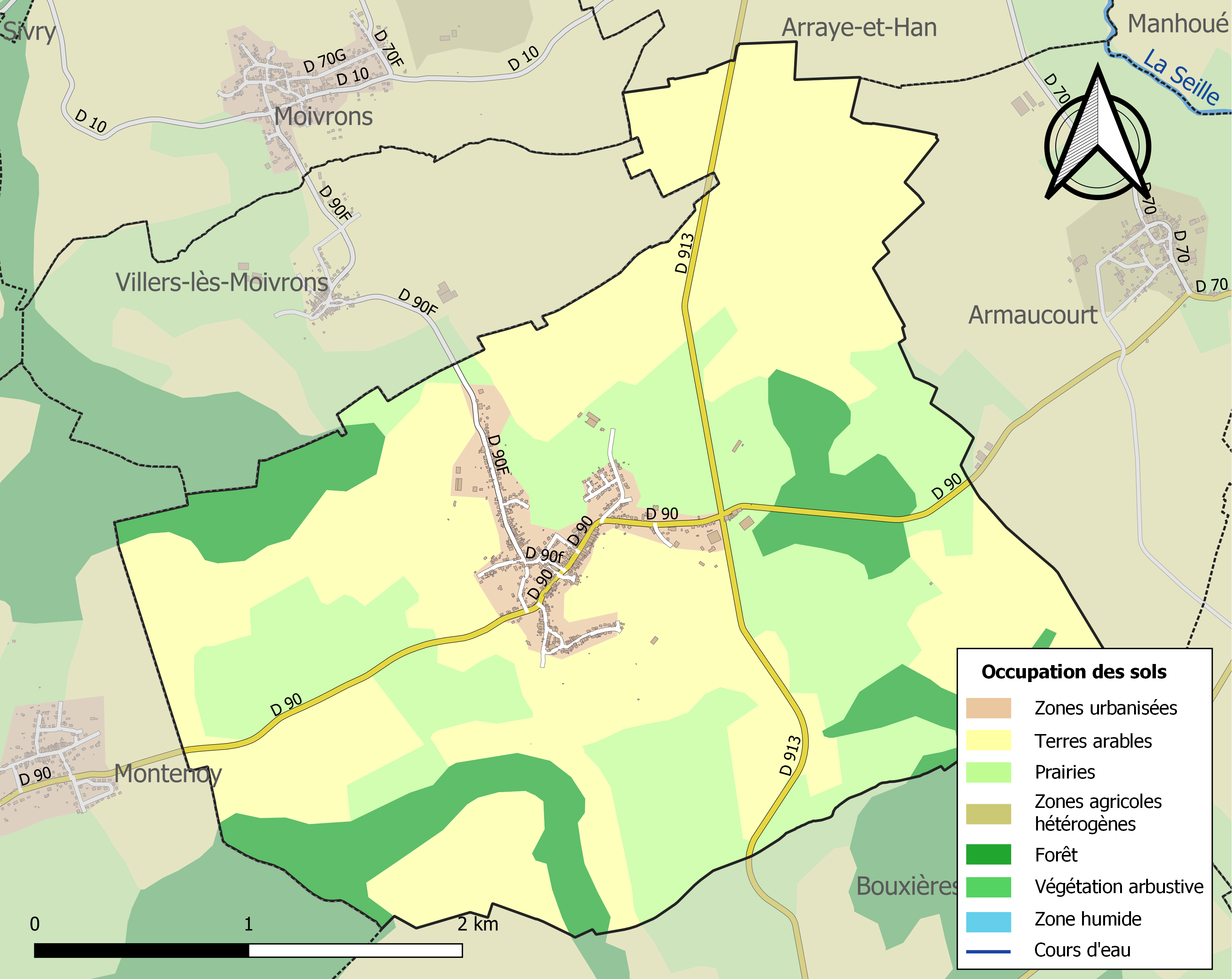
Carte des infrastructures et de l'occupation des sols de la commune en 2018 (CLC).

## Toponymie
Anciennes mentions : Laiacum (875) ; Layez et foresta de Lingiviler (1085) ; Laiers (1246) ; Layrey en Saulnois (1332) ; Layes (1345) ; Leiey (1426) ; Layeyum (1642) ; Laiey (1681) ; Leys ou Leyr (1719) ; Leyer (1783).
Du mot germanique lari ou laer, « clairière, espace inculte ».

## Histoire
- Présence gallo-romaine.
- Mentionné en 875 dans un diplôme de Louis le Germanique.
- Destructions en 1914-1918 et en 1939-1945.
- Le village se trouva au centre des combats de 1914 et fut largement détruit, y compris l'église, qui fut entièrement reconstruite après les conflits.

Des témoins du conflit ont rapporté une anecdote amusante. Un bataillon de poilus devait prendre ses quartiers à Leyr mais ne disposait d'aucune carte pour s'y rendre. Les hommes cherchèrent le village dans un rayon de plusieurs dizaines de kilomètres, mais Leyr restait introuvable. Le capitaine envoya alors une estafette vers le sud-ouest, après avoir pris conseil auprès des populations locales. L'estafette parvint jusqu'au village, mais découvrit qu'il avait été détruit par un bombardement. Sa culture classique — il s'agissait d'un étudiant — l'amena à dire au capitaine : « J'ai trouvé ! Mais c'est Pompéi ! » À quoi le capitaine, moins féru d'histoire antique, rétorqua : « Merde, on s'est encore gouré ! »

## Politique et administration
| Période                                  | Période                         | Identité                                          | Étiquette | Qualité      |
| ---------------------------------------- | ------------------------------- | ------------------------------------------------- | --------- | ------------ |
| Les données manquantes sont à compléter. |                                 |                                                   |           |              |
| avant 1981                               | ?                               | Yvon Péry                                         | DVG       |              |
| mars 2001                                | mars 2008                       | Dominique Prevalet                                |           |              |
| mars 2008                                | En cours (au ) 17 juillet 2020) | Jean-Marc Lemetti, Réélu pour le mandat 2020-2026 |           | Ancien cadre |

## Population et société

### Démographie
L'évolution du nombre d'habitants est connue à travers les recensements de la population effectués dans la commune depuis 1793. Pour les communes de moins de 10 000 habitants, une enquête de recensement portant sur toute la population est réalisée tous les cinq ans, les populations de référence des années intermédiaires étant quant à elles estimées par interpolation ou extrapolation. Pour la commune, le premier recensement exhaustif entrant dans le cadre du nouveau dispositif a été réalisé en 2006.

En 2022, la commune comptait 910 habitants, en évolution de −1,62 % par rapport à 2016 (Meurthe-et-Moselle : −0,13 %, France hors Mayotte : +2,11 %).
| 1793 | 1800 | 1806 | 1821 | 1831 | 1836 | 1841 | 1846 | 1851 |
| ---- | ---- | ---- | ---- | ---- | ---- | ---- | ---- | ---- |
| 803  | 633  | 725  | 792  | 804  | 801  | 745  | 777  | 869  |

| 1856 | 1861 | 1872 | 1876 | 1881 | 1886 | 1891 | 1896 | 1901 |
| ---- | ---- | ---- | ---- | ---- | ---- | ---- | ---- | ---- |
| 818  | 776  | 746  | 713  | 795  | 790  | 775  | 792  | 779  |

| 1906 | 1911 | 1921 | 1926 | 1931 | 1936 | 1946 | 1954 | 1962 |
| ---- | ---- | ---- | ---- | ---- | ---- | ---- | ---- | ---- |
| 729  | 763  | 654  | 636  | 604  | 596  | 539  | 583  | 622  |

| 1968 | 1975 | 1982 | 1990 | 1999 | 2006 | 2011 | 2016 | 2021 |
| ---- | ---- | ---- | ---- | ---- | ---- | ---- | ---- | ---- |
| 609  | 557  | 662  | 770  | 862  | 921  | 957  | 925  | 907  |

| 2022 | - | - | - | - | - | - | - | - |
| ---- | - | - | - | - | - | - | - | - |
| 910  | - | - | - | - | - | - | - | - |

## Culture locale et patrimoine

### Lieux et monuments
- Église Saint-Hilaire 1772, reconstruite après 1918.

### Personnalités liées à la commune
Pas de personnalité liée à la commune si ce n'est Roger Piantoni, lors de l'inauguration du terrain de football qui porte son nom.

### Héraldique, logotype et devise
| Blason de Leyr | Blason  | De gueules à la tour d'argent maçonnée et ajourée de sable, chargée en abîme d'un écusson d'azur ; à la bordure d'or. |
| Blason de Leyr | Détails | Le statut officiel du blason reste à déterminer.                                                                      |